# Hubert Champy Desclouzeaux
Hubert de Champy, chevalier, seigneur d'Esclouzeaux, né en 1629 et mort le 6 mai 1701 à Brest, est un officier de marine français.

## Biographie
Rien n'est connu de ses origines. Il entre dans la Marine en décembre 1654 comme commissaire et sert jusqu'en 1658 comme enseigne de vaisseau. Il commande cette année-là l'Elbeuf puis, en 1662, la Victoire durant le voyage du roi à Dunkerque. 
Commissaire de la Marine à Rochefort en 1670, il fait amplement développer le port et son arsenal et joue un grand rôle lors de la tentative d'attaque de Cornelis Tromp contre la ville en 1674. 
Commissaire général (1675), il tient les mêmes fonctions au Havre en 1676 puis à Dunkerque en 1680 où il seconde les armements de Jean Bart. 
En 1683, il est intendant de la Marine à Brest dont il fait fortifier les abords et le goulet. Il y meurt le 6 mai 1701. 